# Gmina Blachownia
Die Gmina Blachownia ist eine Stadt-und-Land-Gemeinde im Powiat Częstochowski der Woiwodschaft Schlesien in Polen. Ihr Sitz ist die gleichnamige Stadt mit etwa 9500 Einwohnern.

## Geographie
Die Gemeinde grenzt im Osten an die Stadt Częstochowa. Die weiteren Nachbargemeinden sind Herby, Konopiska und Wręczyca Wielka.

## Geschichte
Die Landgemeinde wurde 1973 aus Gromadas neu gebildet. Stadt- und Landgemeinde wurden 1990/1991 zur Stadt-und-Land-Gemeinde zusammengelegt. Ihr Gebiet kam 1975 zur Woiwodschaft Częstochowa, der Powiat wurde aufgelöst. Zum 1. Januar 1999 kam die Gemeinde zur Woiwodschaft Schlesien und zum wiedererrichteten Powiat Częstochowski. – Bis 1954 bestand auf Gemeindegebiet die Gmina Ostrowy, die in Gromadas aufgeteilt wurde.

## Gliederung
Die Stadt-und-Land-Gemeinde Blachownia mit einer Fläche von 67,2 km² besteht aus der Stadt selbst und fünf Dörfern mit sieben Schulzenämtern (sołectwa):
- Cisie
- Gorzelnia, mit Nowa Gorzelnia und Stara Gorzelnia
- Konradów
- Łojki, mit Łojki und Kolonia Łojki
- Wyrazów

Weitere Ortschaften sind die Weiler Cisie (osada) und Kierzek-Gajówka.

## Politik

### Bürgermeister
An der Spitze der Verwaltung steht der Bürgermeister. Seit 2014 war dies Sylwia Szymańska, die mit ihrem eigenen Wahlkomitee antrat. Die turnusmäßige Wahl im April 2024 brachte folgendes Ergebnis:
- Cezary Osiński (Wahlkomitee „Cezary Osiński – Gemeinsam für die Gemeinde Blachownia“) 42,6 % der Stimmen
- Sylwia Szymańska (Wahlkomitee „Sylwia Szymańska – Natürlich Blachownia“) 42,5 % der Stimmen
- Renata Kolman (Wahlkomitee Renata Kolman) 14,9 % der Stimmen

In der damit notwendigen Stichwahl setzte sich Osiński mit 53,3 % der Stimmen gegen Amtsinhaberin Szymańska und wurde zum neuen Bürgermeister gewählt.
Die turnusmäßige Wahl im Oktober 2018 brachte folgendes Ergebnis:
- Sylwia Szymańska (Wahlkomitee „Sylwia Szymańska – Natürlich Blachownia“) 48,6 % der Stimmen
- Anetta Ujma (Wahlkomitee „Anetta Ujma – Lasst uns eine bessere Zukunft wählen“) 17,4 % der Stimmen
- Cezary Osiński (Wahlkomitee Cezary Osiński) 13,2 % der Stimmen
- Marcin Biernat (Wahlkomitee „Blachownia erneuern“) 11,2 % der Stimmen
- Edyta Mandryk (Wahlkomitee „Edyta Mandryk – Zeit für Normalität“) 9,6 % der Stimmen

In der damit notwendigen Stichwahl setzte sich Amtsinhaberin Szymańska mit 70,2 % der Stimmen gegen ihre bis 2014 amtierende Amtsvorgängerin Anetta Ujma durch und wurde für eine weitere Amtszeit gewählt.

### Stadtrat
Der Stadtrat von Blachownia besteht aus 15 Mitgliedern, die in Einpersonenwahlkreisen gewählt werden. Die Wahl 2024 führte zu folgendem Ergebnis:
- Wahlkomitee „Sylwia Szymańska – Natürlich Blachownia“ 34,0 % der Stimmen, 4 Sitze
- Wahlkomitee „Cezary Osiński – Gemeinsam für die Gemeinde Blachownia“ 29,7 % der Stimmen, 6 Sitze
- Wahlkomitee Renata Kolman 22,6 % der Stimmen, 3 Sitze
- Wahlkomitee „Lokale Verwaltungsgemeinschaft“ 4,8 % der Stimmen, 1 Sitz
- Wahlkomitee Sebastian Szczepaniak 4,1 % der Stimmen, 1 Sitz
- Übrige 4,8 %, kein Sitz

Die Wahl 2018 führte zu folgendem Ergebnis:
- Wahlkomitee „Sylwia Szymańska – Natürlich Blachownia“ 34,2 % der Stimmen, 11 Sitze
- Wahlkomitee „Anetta Ujma – Lasst uns eine bessere Zukunft wählen“ 18,0 % der Stimmen, 2 Sitze
- Wahlkomitee Cezary Osiński 14,1 % der Stimmen, 1 Sitz
- Wahlkomitee „Edyta Mandryk – Zeit für Normalität“ 13,4 % der Stimmen, 1 Sitz
- Wahlkomitee „Blachownia erneuern“ 9,8 %, kein Sitz
- Übrige 10,5 %, kein Sitz

## Verkehr
Die wichtigsten Straßen sind die Autobahn A1 im Osten der Gemeinde und die Landesstraße DK46, die von Częstochowa nach Kłodzko (Glatz) führt.
Der Bahnhof Blachownia liegt an der Bahnstrecke von Częstochowa nach Lubliniec.
Der Nächste internationale Flughafen ist Katowice.